# 上波克罗夫卡农村居民点
上波克罗夫卡农村居民点（俄语：Верхнепокровское сельское поселение）是俄罗斯联邦别尔哥罗德州赤卫军区所属的一个农村居民点。其下辖有8个居民点，行政中心为上波克罗夫卡。据2016年统计，该农村居民点的人口为2495人。